# Уилям Адолф Бугеро
Уиля̀м Адо̀лф Бугеро̀ (на френски: William-Adolphe Bouguereau, 30 ноември 1825 – 19 август 1905) е френски живописец, представител на академизма и реализма. Бугеро е предан традиционалист, чиито реалистични картини, често примесени с митологическа тематика, са модерна интерпретация на класиката със силен акцент върху красотата на женското тяло. Макар че създава идеализиран свят, неговото изкуство, близко по реализъм до снимка, е най-известно сред богатата класа. Бугеро е много прочут в своето време, но днес неговите картини и техника на рисуване не получават голямо внимание, в сравнение с известността на импресионистите.

## Живот и кариера
Уилям Адолф Бугеро е роден в Ла Рошел, Франция на 30 ноември 1825 г. в семейство на търговци на вино и зехтин. В началото изглежда, че съдбата е предопределила да Уилям да се включи в семейния бизнес, но тогава се намесва чичо му Южен, който го обучава на класически и библейски дисциплини и успява да го изпрати във висше училище. Бугеро показва артистичен талант още от малък. Клиент убеждава баща му да го изпрати в Училището по изящни изкуства в Бордо, където Уилям печели първа награда за фигуративно рисуване за своята картина на Свети Рох. За да спечели допълнителни пари, Уилям изрисува етикети за мармалад и конфитюр.
Благодарение на съдействието на чичо си Бугеро получава комисиона за рисуването на портрети на енориаши и когато леля му удвоява сумата, която е спечелил, Уилям заминава за Париж, за да стане ученик в Училището по изящни изкуства. За да усъвършенства своите умения, Бугеро се включва и в часовете по анатомични дисекции и изучава исторически носии и археология. Приет е в студиото на Франсоа Едуар Пико, където учи рисуване в академичен стил. Академичното рисуване поставя на историческите и митологични обекти най-висок статус. През 1850 година Бугеро печели Римска премия със своята творба „Зенобия, намерена от овчари на бреговете на Араксес“. Неговата награда е престой във вила Медичи в Рим, Италия, където в допълнение към официалните уроци той може да изучава от първа ръка ренесансовите творци и техните най-велики картини.
Бугеро, изцяло следвайки традиционния академичен стил, показва творбите си на годишните изложби в Париж през целия си живот.

Критик казва за ранните творби на Бугеро: 
| „ | Бугеро има природен инстинкт и знание за контур. Евритмията на човешкото тяло поглъща вниманието му и, спомняйки си щастливите резултати, които древните майстори и художниците от шестнадесети век са постигнали, човек може само да поздрави мосю Бугеро за опитите му да следва техните стъпки... Рафаело е бил вдъхновен от древността и никой не го е обвинявал, че не е оригинален. | “ |

Рафаело Санцио е любимия художник на Бугеро и той приема тази критика за висок комплимент. Уилям покрива едно от изискванията за спечелване на Римска премия като завършва копие от картина на стар майстор художник – „Триумфът на Галатея“ от Рафаело. В много от своите творби той следва същия класически подход към формата на композицията и материята на обекта. Прекрасните портрети на дами от Бугеро са много чаровни, отчасти защото той успява да разхубави седящото тяло, докато запазва неговото подобие с оригинала.
През 1856 година Бугеро се жени за Мари-Нели Моншаблон и впоследствие му се раждат пет деца. В края на 50-те години на XIX в. Уилям успява да завърже здрави връзки с търговци на изкуство, особено с Пол Дюран-Рюелак, който помага на клиенти да купуват картини от художници, излагащи творбите си в изложбите в Париж. Тези изложби годишно привличат над 300 хиляди души, което следователно е значима възможност за художниците да продават творбите си. Славата на Бугеро достига до Англия през 60-те години на XIX в. Благодарение на растящия си доход, той купува голяма къща и студио в Монпарнас.
Бугеро е заклет традиционалист, чиито реалистични рисунки, често примесени с митологическа тематика, са модерна интерпретация на класически обекти, както езически, така и християнски със силен акцент върху женското тяло. Макар да създава идеализиран свят, Бугеро съживява своите богини, нимфи, овчарки и мадони по начин, който се харесва особено на богатата класа по неговото време. Някои критици обаче предпочитат честността на рисунките на Жан-Франсоа Миле, който пресъздава по-реален образ на тежката работа на работниците по полето.
Бугеро използва традиционни методи за създаването на рисунка, включително детайлни щрихи с молив и с маслени бои, а тези внимателни начини на рисуване създават задоволяващ и точен образ на човешката форма. Изобразените от него ръце, кожа и крака са изумително изящни. Той използва и някои религиозни и еротични символи като например „счупената делва“, което е израз на загубена невинност.
Една от наградите за Бугеро за това, че остава верен на академичния стил и че се представя добре на изложения, са комисионните за декорирането на лични имения, публични сгради и църкви. Както е типично за тези комисиони, на Уилям му се налага да рисува и в други стилове. Той също е много успешен художник на портрети, макар повечето от тях и до днес да са частна собственост.
Бугеро постепенно получава все повече отличия и награди на Френската академия. Започва да преподава рисуване в Академия Жулиан през 1875 без входни изпити и с номинални хонорари.
През 1877 г. умират и жена му, и малкият му син. През 1896, на възраст от 71 години той се жени за втори път за американската художничка Елизабет Джейн Гарднър Бугеро – една от неговите ученички. Бугеро използва своето влияние, за да предостави на жените достъп до много френски институти за изкуство, включително до Френската академия.

В края на живота си Уилям Бугеро описва своята любов към изкуството така: 
| „ | Всеки ден отивам в студиото си, преизпълнен с радост, а вечерта, когато съм задължен да спра заради тъмнината, едвам успявам да дочакам другата сутрин... Ако не мога да се отдам на своите картини, съм нещастен. | “ |

 През живота си Бугеро успява на завърши 826 картини.
През пролетта на 1905 г. къщата и студиото на Бугеро са ограбени. На 19 август същата година на 79-годишна възраст художникът умира в Ла Рошел от сърдечно заболяване.

## Творби

### 1850
- Портрет на Амелина Дюфо Бугеро (1850)
- Портрет на Йожен Бугеро (1850)
- Портрет на Женевиев Бугеро (1850)
- Портрет на Леони Бугеро (1850)
- Данте и Вергилий в ада (1850)
- Портрет на мосю М. (1850)
- Братска любов (1851)
- Арион на морски кон (1855)
- Менада на пантера (1855)
- Танцът (1856)
- Милосърдие (1859)
- Денят на мъртвите (1859)

### 1860
- Товит се сбогува с баща си (1860)
- Млада жена с две прегръщащи се деца (1861)
- Разкаянието на Орест (1862)
- Молещата се (1865)
- Супа (1865)
- Първи ласки (1866)
- Циганче с баскски барабан (1867)
- Ивонет (1867)
- Гроздето (1868)
- Млада овчарка (1868)
- По-голямата сестра (1869)
- Пластачка (1869)
- Плетящо момиче (1869)
- Майчинско възхищение (1869)
- Перачки от Фуенан (1869)
- Млада работничка (1869)
- Сама в света (1869)

### 1870
- Къпеща се (1870)
- Брат и сестра от Бретан (1871)
- Италианско момиче, вадещо вода (1871)
- Млада майка, поглеждаща към детето си (1871)
- По време на бурята (1872)
- Предложението (1872)
- Нимфи и сатир (1873)
- Предачка (1873)
- Дете, плетящо венец (1874)
- Омир и неговия водач (1874)
- След къпане (1875)
- До ручея (1875)
- Купидон (1875)
- Флора и Зефир (1875)
- Приспивна песен (1875)
- Девицата, Исус и Св. Йоан Кръстител (1875)
- Милосърдие (1878)
- Нимфеумът (1878)
- Връщане от жътва (1878)
- До ручея (1879)
- Раждането на Венера (1879)
- Отдих (1879)
- Млади циганчета (1879)
- Зиморничавата (1879)
- Плетачка (1879)
- Портрет на госпожица Елизабет Гарднър (1879)
- Къпещата се (1879)

### 1880
- Бичуването на Исус Христос (1880)
- Изкушение (1880)
- Младо момиче, защитаващо се срещу Ерос (1880)
- Зора (1881)
- Овчарката (1881)
- Песен на ангели (1881)
- Вечерно настроение (1882)
- Малката плетачка (1882)
- Събирачките на лешници (1882)
- Родината (1883)
- Мракът (1883)
- Библис (1884)
- Ден (1884)
- Трудният урок (1884)
- Езда (1884)
- Седнала гола (1884)
- Изгубена Плеяда (1884)
- Младостта на Бакхус (1884)
- Съпротивата на любовта (1885)
- Младо момиче отива при извора (1885)
- Младата овчарка (1885)
- Голямата сестра (1886)
- Завръщане на пролетта (1886)
- Автопортрет за М. Саж (1886)
- Жажда (1886)
- Брад и сестра (1887)
- Изправена млада овчарка (1887)

### 1890
- Бохемката (1890)
- Малко убеждаване (1890)
- Любовта се оглежда
- Портрет на Габриел Кот (1890)
- Счупената делва (1891)
- Гъсарката (1891)
- Прекъсната работа (1891)
- Психея (1892)
- Покана (1893)
- Младост (1893)
- След къпане (1894)
- Менада (1894)
- Маргаритки (1894)
- Палмовото листо (1894)
- Похищението на Психея (1895)
- В разкаяние (1895)
- Не много за носене (1895)
- Песента на славея (1895)
- Пролетен бриз (1895)
- Повик (1896)
- Вълната (1896)
- При фонтана (1897)
- Състрадание (1897)
- Ирен (1897)
- Реверанс (1898)
- Глава на младо момиче (1898)
- Вдъхновение (1898)
- Шиене (1898)
- Елегия (1899)
- Момиче, държащо лимони (1899)
- Злоба (1899)

### 1900
- Девата с ангели (1900)
- Лаурел Бранх (1900)
- Преди къпане (1900)
- Детска идилия (1900)
- Двете сестри (1901)
- Мечта за пролет (1901)
- Млада жрица (1902)
- Мадоната на розите (1903)
- Нищо неправене (1904)

## Допълнителна библиография
- Albert Boime: The Academy and French Painting in the Nineteenth Century (London, 1971).
- Aleska Celebonovic: Peinture kitsch ou réalisme bourgeois, l'art pompier dans le monde. Paris: Seghers, 1974.
- Art Pompier: Anti-Impressionism. New York: The Emily Lowe Gallery, Hofstra University, 1974.
- Mario Amaya (Forward), Robert Isaacson (catalogue and selection): William Adolphe Bouguereau. New York: New York Cultural Center, 1974.
- John Russell: Art: Cultural Center Honors Bouguereau. In New York Times, 1974.
- Louise d 'Argencourt and Douglas Druick: The Other Nineteenth Century. Ottawa: The National Gallery of Canada, 1978.
- James Harding: Les peintres pompiers. Paris: Flammarion, 1980.
- „The Bouguereau Market“. The Art newsletter. 6 януари 1981. pp. 6 – 8.
- Louise d'Argencourt and Mark Steven Walker: William Bouguereau. Montreal, Canada: The Montreal Museum of Fine Arts, 1984.
- Robert Rosenblum and H.W. Janson: 19th Century Art. New York: Harry N. Abrams, 1984.
- Michael Gibson: Bouguereau's „Photo-Idealism“. In International Herald Tribune, 1984.
- Grace Glueck: To Bouguereau, Art Was Strictly "The Beautiful. In The New York Times, 1985.
- Cécile Ritzenthaler: L'école des beaux art du XIXe siècle. édition Mayer, 1987
- Exhibition catalogue William Adolphe Bouguereau, L'Art Pompier. Borghi & Co., New York, 1991.